# Paul Williams (Boxer)
Paul Williams (* 27. Juli 1981 in Augusta, Georgia) ist ein ehemaliger US-amerikanischer Profiboxer und ehemaliger, zweifacher Weltmeister der WBO im Weltergewicht.

## Karriere
Der großgewachsene Rechtsausleger Williams hatte nur etwa zwanzig Amateurkämpfe und wurde im Jahr 2000 unter dem Kampfnamen The Punisher im Alter von 19 Jahren Profi. Er wurde verhältnismäßig langsam aufgebaut. Sein Debüt gewann er am 21. Juli nach Punkten gegen Jeremy Mickelson. Seine anschließenden 13 Kämpfe gewann er alle durch K. o., wobei er nie länger als fünf Runden im Ring stehen musste.
Am 22. April 2005 erreichte er einen einstimmigen Punktesieg gegen den ehemaligen Nordamerikanischen Meister und olympischen Bronzemedaillengewinner Terrance Cauthen. Am 12. April 2006 trat er beim TV-Event „ESPN Wednesday Night Fights“ gegen Sergio Rios zum Kampf um den United States National Title der WBC im Weltergewicht an und besiegte den Kalifornier durch K. o. in der zweiten Runde. Knapp über einen Monat später verteidigte er den Titel durch t.K.o. in der zehnten Runde gegen den ungeschlagenen Argentinier Walter Matthysse (25-0, 24 K. o.), gewann dadurch zusätzlich den Nordamerikanischen Meistertitel der WBO und schlug im August 2006 auch noch Sharmba Mitchell (57-5) durch t.K.o. in der vierten Runde.
Ungeschlagen in 31 Profikämpfen, trat er am 14. Juli 2007 gegen den von vielen Spitzenboxern gemiedenen Mexikaner Antonio Margarito (34-4) in den Ring, der zu diesem Zeitpunkt den WM-Titel der WBO im Weltergewicht trug. Dabei konnte sich Williams mit seiner Boxtechnik überraschend durchsetzen und wurde am Ende von allen drei Punktrichtern mit 115:113, 115:113 und 116:112 zum Sieger erklärt. Williams hatte sich somit an der Weltspitze etabliert, verlor jedoch seine erste Titelverteidigung selbst überraschend durch Punktniederlage gegen den Puerto-Ricaner Carlos Quintana (24-1). Im direkten Rückkampf vier Monate später holte sich Williams den Titel zurück, als er Quintana bereits in der ersten Runde besiegte.
Anstatt den Titel zu verteidigen, legte er ihn nieder und stieg ins Halbmittelgewicht auf, wo er im November 2008 den Ex-Weltmeister Verno Phillips (42-10) durch K. o. in der achten Runde besiegte. Für diesen Sieg wurde Williams zum Interimweltmeister der WBO ernannt. Im April 2009 gewann er einstimmig nach Punkten gegen den ehemaligen 5-fach-Weltmeister Ronald Wright (51-4).
Ein bedeutender Sieg gelang ihm im Mittelgewicht am 5. Dezember 2009 in Atlantic City gegen Sergio Martínez (44-1). In dem schlagstarken Duell, bei dem laut CompuBox über 1600 Schläge, davon über 550 Wirkungstreffer ausgeteilt wurden und beide Boxer einen Niederschlag hinnehmen mussten, konnte sich Williams nach zwölf Runden mit 119:110, 115:113 und 114:114 durch Mehrheitsentscheidung der Punktrichter durchsetzen. Im Mai 2010 traf er noch auf den Puerto-Ricaner Kermit Cintrón (32-2).  Nach vier ausgeglichenen Runden stolperte Williams so unglücklich, dass er Cintrón aus dem Ring warf. Dieser konnte den Kampf aufgrund von Verletzungen nicht weiterführen, sodass die Punktkarten ausgewertet wurden und Williams zum Sieger erklärt wurde.
Am 20. November 2010 trat er zum langerwarteten Rückkampf gegen Sergio Martínez an. Der Kampf fand erneut im Mittelgewicht und in Atlantic City statt. Martínez hatte inzwischen überraschend Kelly Pavlik besiegt und war nun Weltmeister der WBC. Nach einer spektakulären ersten Runde ging Williams bereits nach einer Minute in der zweiten Runde durch einen linken Haken schwer K. o.; der Niederschlag wurde unter anderem von „The Ring“ zum Knockout des Jahres gewählt.
Nach dieser schweren Niederlage pausierte Williams für über sieben Monate und kehrte erst im Juli 2011 in den Ring zurück. Dabei gewann er knapp nach Punkten gegen den ungeschlagenen Kubaner und Amateurweltmeister Erislandy Lara (15-0). Einen weiteren Punktesieg errang er im Februar 2012 gegen den Japaner Nobuhiro Ishida (24-6), welcher zuvor sensationell James Kirkland besiegt hatte.

## Motorradunfall
Am 27. Mai 2012 verunglückte Paul Williams in Atlanta mit seinem Motorrad und wurde mit schwersten Verletzungen ins Krankenhaus eingeliefert. Er ist gegenwärtig von der Hüfte abwärts gelähmt.